# Килиниос
Кили́ниос (Килленский залив, греч. Κυλλήνιος κόλπος) — большой открытый залив Ионического моря в Греции, на северо-западе Пелопоннеса. На северо-востоке начинается от мыса Араксоса у одноимённой деревни, на юге заканчивается мысом Килини на одноимённом полуострове у одноимённой деревни.
В древности в залив впадала река Пиньос, из-за заносов изменившая русло. Близ побережья находится озеро Котихи.